# Álex Jiménez
Alejandro "Álex" Jiménez, né le 8 mai 2005 à Leganés en Espagne, est un footballeur espagnol qui évolue au poste d'arrière droit à l'AC Milan.

## Biographie

### En club
Né à Leganés en Espagne, Álex Jiménez commence le football au Talavera CF puis à l'UD Talavera avant d'être formé par le Real Madrid, qui le recrute à l'âge de sept ans. Il joue d'abord comme attaquant avant de reculer sur l'aile droite pour devenir défenseur.
Le 6 mai 2022, Jiménez signe son premier contrat professionnel avec le Real Madrid, étant alors lié au club jusqu'en juin 2027.
Le 25 juillet 2023, Álex Jiménez rejoint l'AC Milan sous la forme d'un prêt d'une saison. Le club lombard dispose d'une option d'achat sur le joueur, qui est dans un premier temps intégré à l'équipe des moins de 19 ans.
Jiménez est convoqué pour la première fois avec le groupe professionnel en octobre 2023 mais n'entre pas en jeu. Il joue finalement son premier match avec l'équipe première du Milan lors d'une rencontre de coupe d'Italie le 2 janvier 2024, contre le Cagliari Calcio. Il est titularisé au poste d'arrière gauche et son équipe s'impose par quatre buts à un,.
Le 28 juin 2024, Álex Jiménez est recruté définitivement par l'AC Milan, qui lève l'option d'achat pour le joueur.

### En sélection
Álex Jiménez représente l'équipe d'Espagne des moins de 17 ans, jouant son premier match avec cette sélection le 18 août 2021 contre la France, où il est titularisé. Son équipe s'impose par deux buts à un ce jour-là. Au total il joue neuf matchs avec cette sélection entre 2021 et 2022.

## Palmarès

### En club
AC Milan
- Supercoupe d'Italie : 
  - Vainqueur en 2024

## Statistiques

### Statistiques en club
| Saison                | Club                  | Championnat           | Championnat | Championnat | Championnat | Coupe(s) nationale(s) | Coupe(s) nationale(s) | Coupe(s) nationale(s) | Supercoupe | Supercoupe | Supercoupe | Total | Total | Total |
| Saison                | Club                  | Division              | M.          | B.          | P.d.        | M.                    | B.                    | P.d.                  | M.         | B.         | P.d.       | M.    | B.    | P.d.  |
| 2022-2023             | Real Madrid Castilla  | Primera Federación    | 7           | 0           | 2           | -                     | -                     | -                     | -          | -          | -          | 7     | 0     | 2     |
| 2024-2025             | AC Milan rés.         | Serie C               | 14          | 2           | 0           | 3                     | 2                     | 0                     | -          | -          | -          | 17    | 4     | 0     |
| 2023-2024             | AC Milan              | Serie A               | 3           | 0           | 0           | 2                     | 0                     | 0                     | -          | -          | -          | 5     | 0     | 0     |
| 2024-2025             | AC Milan              | Serie A               | 21          | 0           | 1           | 4                     | 0                     | 0                     | 2          | 0          | 0          | 27    | 0     | 1     |
| Sous-total            | Sous-total            | Sous-total            | 25          | 0           | 1           | 6                     | 0                     | 0                     | 2          | 0          | 0          | 33    | 0     | 1     |
| Total sur la carrière | Total sur la carrière | Total sur la carrière | 45          | 2           | 3           | 9                     | 2                     | 0                     | 2          | 0          | 0          | 56    | 4     | 3     |